# Weimersberg
Der  Weimersberg ist ein 376,1 m ü. NHN hoher Berg innerhalb des Wasgaus, wie der südliche Teil des Pfälzerwaldes genannt wird. Der Berg ist vollständig bewaldet. Am Berg befinden sich mit dem Kreuzfelsen und dem Kahlen Felsen am Nordhang, dem Wachtfelsen am Osthang, dem Dörreinfelsen am Westhang und dem Backelstein am Südwesthang markante Buntsandsteinfelsen.

## Geographie

### Lage
Der Weimersberg erstreckt sich unmittelbar südlich des Siedlungsgebiets der Ortsgemeinde Hauenstein im rheinland-pfälzischen Landkreis Südwestpfalz. An seiner Ostflanke entspringt der Steinbach, entlang seiner Westflanke verläuft der Gillenbach. Beide münden später von rechts in die Queich. Weitere Berge in der Umgebung sind unmittelbar südöstlich der Soldatenkopf, der Neding und der Mischberg im Norden sowie der Hühnerstein im Osten.

### Naturräumliche Zuordnung
1. Großregion 1. Ordnung: Schichtstufenland beiderseits des Oberrheingrabens
2. Großregion 2. Ordnung: Pfälzisch-saarländisches Schichtstufenland
3. Großregion 3. Ordnung: Pfälzerwald
4. Region 4. Ordnung (Haupteinheit): Wasgau
5. Region 5. Ordnung: Dahn-Annweiler Felsenland

## Besonderheiten

### Bauwerke
An seinem Südwesthang befinden sich die Reste der Burg Backelstein und in diesem Bereich ebenso der Ritterstein 220 Backelstein – Fruehmittelalterliche Holzburg.

### Natur
Der Kreuzfelsen (ND-7340-232) und der Backelstein (ND-7340-236) sind als Naturdenkmale im Gemeindegebiet von Hauenstein ausgewiesen.

## Verkehr und Tourismus
Über den Berg führen der Themenwanderweg Pfälzer Keschdeweg, der zertifizierte Prädikatswanderweg Hauensteiner Schusterpfad sowie ein Wanderweg, der mit einem roten Punkt markiert ist und von Hertlingshausen bis südlich von Bobenthal unmittelbar an die Grenze zu Frankreich verläuft. Entlang seiner Ostflanke verlaufen der Pirminius-Radweg und die Landesstraße 495. Umliegende Wanderhütten in der Umgebung sind das Wanderheim Dicke Eiche und die Wasgauhütte, die beide vom Pfälzerwald-Verein betrieben werden, sowie die Paddelweiher-Hütte.